# Brachionus leydigii
Brachionus leydigii är en hjuldjursart som beskrevs av Ferdinand Julius Cohn 1862. Brachionus leydigii ingår i släktet Brachionus och familjen Brachionidae. Arten är reproducerande i Sverige.

## Underarter
Arten delas in i följande underarter:
- B. l. leydigii
- B. l. rotundus